# Lund, British Columbia
Lund är en ort i Kanada.   Den ligger i Powell River Regional District och provinsen British Columbia, i den sydvästra delen av landet, 3 600 km väster om huvudstaden Ottawa. Lund ligger 14 meter över havet och antalet invånare är 243.
Terrängen runt Lund är varierad. Havet är nära Lund åt sydväst.Närmaste större samhälle är Powell River, 19,5 km sydost om Lund. 